# Sonderschrift
Da bei einigen besonderen Anwendungszwecken die Verwendung der herkömmlichen Buchstaben und Alphabete für schriftliche Aufzeichnungen nicht möglich oder nicht sinnvoll ist, haben sich eine Reihe von Sonderschriften entwickelt. Musiknoten etwa lassen sich zwar auch mit Buchstaben darstellen, diese Art der Darstellung für die Musik hat sich aber nur in der Notenschrift der Blinden durchgesetzt. Auch Zahlen lassen sich mit Buchstaben wiedergeben, aber die Schreibweise „1999“ hat nicht nur den Vorteil, dass sie erheblich kürzer ist als „neunzehnhundertneunundneunzig“, sie wird auch international verstanden. Lediglich in der Blindenschrift werden die Zahlen durch Buchstaben verbunden mit einem Ankündigungszeichen für Zahlen ausgedrückt (Die Zahl 1999 z. B. durch #aiii, was auch nicht viel länger ist als 1999).

## Blindenschrift

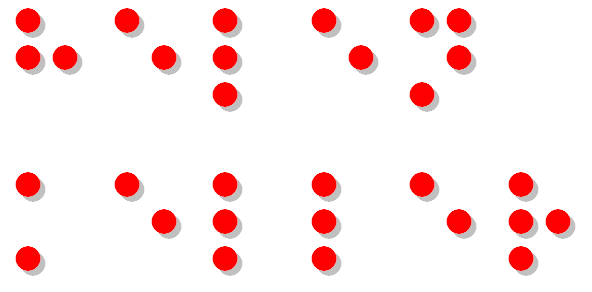
Der Name Helen Keller in Basis-Braille

Es scheint heute selbstverständlich, dass die Blindenschrift aus sechs Punkten besteht. Eine Anzahl von sechs Elementen kann sofort erfasst werden (siehe Würfel). Lange Jahre ging der Streit um die richtige Blindenschrift hin und her. Die Blindenpädagogen waren der Ansicht, dass die Blinden und Sehbehinderten keine Schrift verwenden sollten, die sie von den Sehenden abgrenzte und forcierten deshalb die Verwendung von Reliefschriften, die auch oder gerade von Sehenden gelesen werden konnten. Der Engländer William Moon (1818–1894) entwickelte eine Schrift, das sogenannte Moonalphabet, die an die Schwarzschrift angelehnt war, doch in einer freien Abstimmung der Betroffenen konnte sich diese Blindenschrift nicht durchsetzen. Die heute am meisten gebrauchte Blindenschrift ist die von dem Franzosen Louis Braille entwickelte Punktschrift (Braille).
Literatur
- Paul Nater: Die Reliefschrift nach Moon für tastbeeinträchtigte Blinde. Projektarbeiten zu ihrer Etablierung in Deutschland. ISBN 3-8253-8171-4

Weblinks
- Das Braille System
- The Moon Alphabet (englisch)
- Informationen über Braille- und Moon-Schrift, Online-Lernprogramm für Braille und andere Alphabete Behinderter

## Geheimschrift
Von Kryptografie (Geheimschrift) spricht man, wenn Nachrichten mit einem Algorithmus verschlüsselt werden um sie dem Zugriff von Dritten zu entziehen.
Literatur
- Rudolf Kippenhahn: Verschlüsselte Botschaften. ISBN 3-498-03495-2
- Simon Singh: Geheime Botschaften. ISBN 3-423-33071-6

Weblinks
- Beispiel für eine einfache Geheimschrift

## Kurzschrift

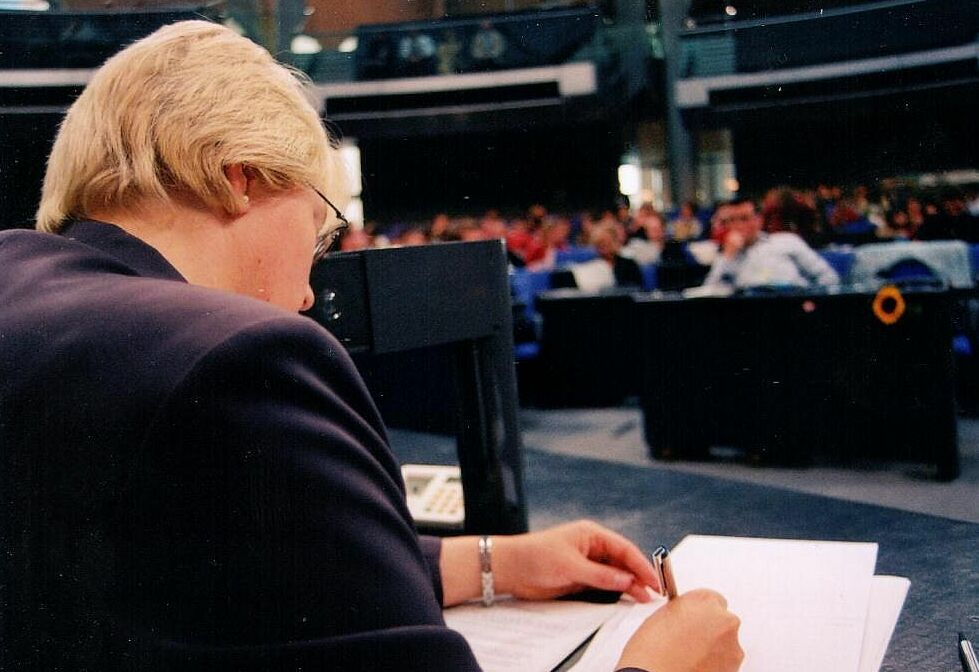
Stenografie im Bundestag

Noch in den 1990er Jahren war die Kurzschrift elementarer Bestandteil der kaufmännischen Ausbildung und wurde an weiterführenden Schulen Stenografie unterrichtet. Doch die Einführung der Textverarbeitungssysteme, zum Teil auch von Spracherkennungssoftware, hat die Kurzschrift an den Rand gedrängt. Selbst in den Parlamenten wird sie nach und nach von der Maschinenstenografie verdrängt. In amerikanischen Gerichtssendungen sieht man oft Stenotypistinnen in der Nähe des Richtertisches sitzen und in großer Geschwindigkeit die Aussagen der Prozessbeteiligten eintippen. Vorteil der modernen Maschinenstenografie ist es, dass die umständliche Übertragung in Langschrift wegfallen kann. Es gibt viele verschiedene Kurzschriftsysteme, wie die Tironischen Noten des freigelassenen römischen Sklaven Marcus Tullius Tiro und moderne Systeme, wie das System von Isaac Pitman in England, des Iren John Robert Gregg, das System Duployer in Frankreich, die deutsche Stenografie von Franz Xaver Gabelsberger und die darauf aufbauende deutsche Einheitskurzschrift (DEK). George Bernard Shaw schrieb seine Theaterstücke in Kurzschrift und William Shakespeares Dramen wären nicht überliefert, hätten nicht Stenografen heimlich bei den Aufführungen mitgeschrieben.
Literatur
- Michael Winkler, Kurt Rieser, Hans Lambrich: Deutsche Einheitskurzschrift. Teil 1: Verkehrsschrift. ISBN 3-8045-8271-0
- Stenografie

Weblinks
- Maschinenstenografie

## Telegrafie
Ein französischer General prägte den Begriff „Telegrafie“, der aus den griechischen Wörtern „telos“ (= fern) und „graphein“ (= schreiben) zusammengesetzt ist. Schon im Altertum gab es Versuche, Nachrichten durch Feuer- und Rauchsignale über weite Strecken zu übermitteln. Der Geistliche Monsieur Claude Chappe (1763–1805) erfand 1791 mit Hilfe seiner Brüder den ersten optischen Telegrafen. Die Telegrafentürme waren über ganz Frankreich auf den Anhöhen verteilt. Mit der Verbreitung der Elektrizität war der Weg frei für das Morse-Alphabet, dessen Signale nur aus Punkten (kurze Impulse), Strichen (lange Impulse) und Pausen besteht. Auch wenn dieses Alphabet den Namen des Malers Samuel Morse trägt, war es doch sein Mitarbeiter Alfred Vail, der die technischen Kenntnisse für die Umsetzung der Idee in die Realität hatte.
Literatur
- Tom Standage: Das viktorianische Internet. ISBN 3-907100-72-7
- Klaus Beyrer, Birgit-Susann Mathis: So weit das Auge reicht. ISBN 3-7650-8150-7

## Pasigrafie

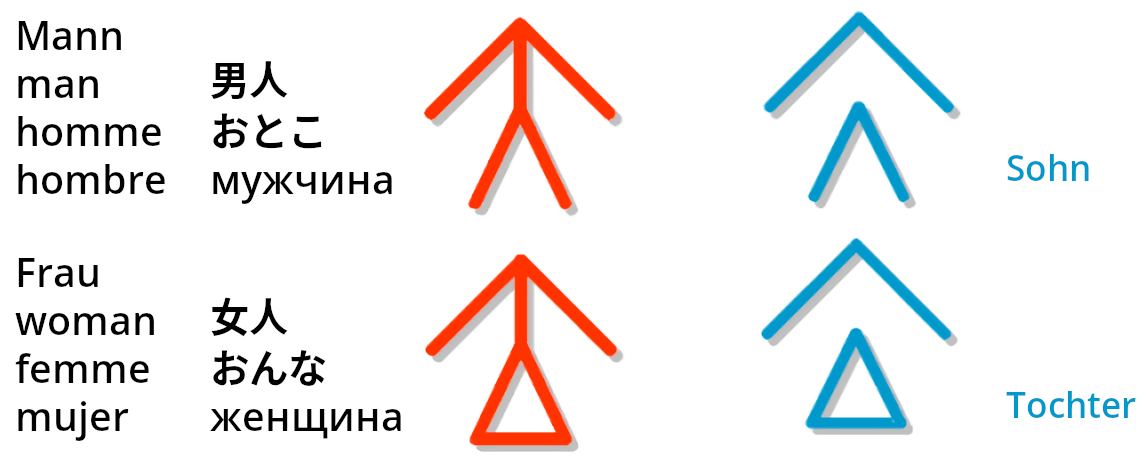
Bliss-Symbole für Mann und Frau

Eines von mehreren Schriftsystemen, das für alle (griechisch „pan“ / „pasi“ = alle) Völker gleich gut lesbar sein sollte, entwickelte der österreichische Jude Karl Kasiel Blitz (Charles Bliss 1897–1985) in seinem australischen Exil. Auf seiner Flucht war er im Shanghaier Ghetto mit den chinesischen Schriftzeichen in Berührung gekommen, die in ganz China unterschiedlich ausgesprochen aber gleich verstanden wurden. Der gelernte Chemiker hatte die Hoffnung, mit einem eindeutigen Zeichensystem Missverständnisse und Lügen rasch aus dem Weg räumen zu können. Doch seine Schrift geriet in Vergessenheit, bis eine kanadische Behindertenorganisation nach leicht erlernbaren Symbolen für spastisch Gelähmte suchte. Bliss-Symbole werden deshalb heute für die Verständigung von und mit Behinderten eingesetzt.
Der Koreanist Andre Eckardt schuf ausgehend von den chinesischen Zeichen eine Schrift, die er Safo (= Sinnschrift) nannte. Doch diese Schrift ist vergessen wie das Solresol des Franzosen Sudre, das auf die sieben Solmisations-Silben aufbaute.
Weblinks
- Solresol
- Blissymbolics Phrase Guide (Semantografie) (Memento vom 3. Januar 2012 im Internet Archive) (englisch)

## Notenschrift
Unser Notensystem mit den fünf Linien baut auf den Lehren von Guido von Arezzo (um das Jahr 1000) auf. Die guidonische Hand war ein Mittel für den Gesangslehrer, die Noten genau anzugeben. Vorher und auch lange nachher wurde mit Neumen (lateinisch neuma = Wink, Hinweis) lediglich angezeigt, ob sich die Melodie nach oben oder unten bewegte. Dass die heute allgemein verwendete Notenschrift nicht der Weisheit letzter Schluss ist (Enharmonik, Vorzeichen …), zeigen die vielen Reformvorschläge auf. So gibt es Versuche mit Farbnotation oder Verringerung der Zeilen.
Literatur
- Bruno Stäblein: Schriftbild der einstimmigen Musik. Teil 4. 1984, ISBN 3-7618-1327-9

Weblinks
- Einführung in die Notenschrift

## Tanzschrift

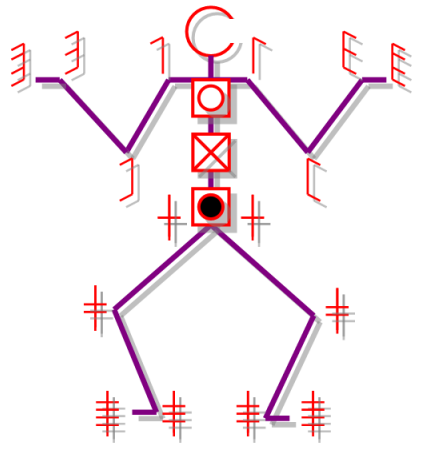
Grundzeichen der Labanotation

Mit dem Buche tanzen heißt ein kleines Büchlein, das die Geschichte der Tanzschrift beschreibt. Damit ist auch schon das Hauptproblem der Choreografie angesprochen, die sich weitgehend auf dem Stand der Musik vor der Einführung der Notenschrift befindet. Das bedeutet, dass jeder Tanz vorgetanzt und so memoriert werden muss. Damit wird aber immer auch die Interpretation des/der jeweiligen Tanzenden übernommen. Dies ist auch der Grund, weshalb Filmaufzeichnungen die Notation nicht ersetzen können. Außerdem können im Film auch gerade entscheidende Elemente fehlen. Verbreitete Tanznotationssysteme sind die Labanotation des Choreografen Rudolf von Laban (1928) und die Systeme von Conté (1931), Rudolf Benesh (1956) und Eshkol-Wachmann (1958).
Literatur
- Ann Hutchinson Guest: Dance Notation. ISBN 0-87127-141-9

Weblinks
- Einführung in die Labanotation
- Benesh Movement Notation (englisch)

## Zahlenschrift
Zu den größten Erfindungen der Menschheit gehört das Stellenwertsystem der indischen Zahlschrift. Erst durch sie wurden komplizierte Rechnungen möglich, die beim Rechenbrett oder gar bei den römischen Ziffern nicht vorstellbar sind. Entscheidend war die Erfindung der Null, die unabhängig voneinander im alten Indien und in der mittelamerikanischen Maya-Kultur vor sich ging. Rechneten die Inder mit einem Dezimalsystem mit der Basis zehn, verwendeten die Mayas ein Vigesimalsystem, das auf der Zahl zwanzig aufbaute. Das dezimale Stellenwertsystem, das uns heute so selbstverständlich ist, war nicht immer so einleuchtend. Wie sonst hätten mittelalterliche Schreiber sonst bei der Jahreszahl 1089 auf I0VIIIIX beziehungsweise bei der Zahl 1200 auf ICC00 kommen können?
Literatur
- Karl Menninger: Zahlwort und Ziffer. 1998, ISBN 3-525-40701-7
- Georges Ifrah: Universalgeschichte der Zahlen. Campus, Frankfurt / New York 1991, ISBN 3-88059-956-4

Weblinks
- Entwicklung und Bedeutung der Zahlen